# Джек (село)
Джек (азерб. Cek) — селение в Губинском районе Азербайджана, в 2,5 часах езды от районного центра (г. Губа) и в 4 км к северу от с. Алык (азерб. Əlik). Входит в одно муниципальное образование с селениями Алык и Хапут (азерб. Haput). В настоящее время здесь проживает около 350 жителей. Почти всё население является коренным (см. Шахдагские народы), в быту использует джекский диалект крызского языка. Большинство жителей также владеет азербайджанским языком.
Основное занятие населения — овцеводство.
Находится в труднодоступной местности на склоне горы Шахдаг (Главный Кавказский хребет), на высоте более 2000 м над уровнем моря. Климат — умеренный с равномерным распределением осадков.
В селении имеется четырёхклассная школа и старая, разрушенная мечеть, построенная в VIII веке Абу Муслимом и носящая его имя. Такие же мечети есть в ближайших селах Хыналыг и Крыз.